# Björn Stallare
Björn Stallare (... – luglio 1030) è stato un diplomatico norvegese che visse durante il regno di re Olaf II di Norvegia..

## Biografia
Bjørn Stallare fu coinvolto nel negoziato, per conto di re Olaf, che portarono al suo matrimonio con Ingegerd Olofsdotter, figlia di re Olof III di Svezia. Nel 1018 il cugino di re Olof, Ragnvald Ulfsson, conte del Västergötland, e gli emissari di re Olaf (Björn Stallare e Hjalti Skeggiason) giunsero al thing di Uppsala nel tentativo di convincere il re svedese ad accettare la pace e, come garanzia, a dare in moglie la figlia Ingegerd Olofsdotter al re norvegese. Re Olof non accettò il matrimonio della figlia. In seguito Ingegerd divenne la moglie di Jaroslav I di Kiev.
Re Olaf di Norvegia e re Olof Skötkonung firmarono in seguito un trattato di pace a Kungahälla, attorno al 1020. Re Olof fu obbligato ad accettare un accordo con re Olaf, il quale aveva già sposato la figlia di Olof, Astrid Olofsdotter, grazie agli sforzi di Ragnvald Ulfsson. Ragnvald aveva portato Astrid a Sarpsborg in Norvegia, dove sposò re Olaf dopo il natale del 1019.
Bjørn Stallare fu uno dei più stretti consiglieri di Olaf. Nel 1026 re Olaf perse la battaglia dell'Helgeå, ed i nobili norvegesi si allearono al re invasore Canuto il Grande di Danimarca, obbligando Olaf a fuggire all'estgero. In seguito Björn  si alleò con Canuto, per poi riconciliarsi con Olaf. Si dice che Björn abbia sostenuto il ritorno di Olaf in Norvegia, e si crede che sia morto insieme a lui nel 1030, durante la battaglia di Stiklestad (slaget på Stiklestad).
Nel corso della seconda guerra mondiale, Arne Skouen adottò lo pseudonimo di Bjørn Stallare nello scrivere dell'occupata Oslo.

## Fonti
Il fidanzamento di re Olaf con Ingegerd è descritto sia nel Fagrskinna sia nell'Heimskringla.